# Kampwinkel
Een kampwinkel is een eenvoudige winkel op een camping, waar men enkel enige noodzakelijke artikelen kan kopen. Vaak hebben kampwinkels het karakter van een kleine supermarkt, waarbij de afdeling met vrijetijdsartikelen extra groot is.
De kampwinkels hebben veelal andere openingstijden dan gewone supermarkten. Ze kunnen deel uitmaken van een supermarktketen, maar vaak zijn ze dat niet.
Lang niet alle campings hebben een kampwinkel. Het zijn doorgaans de grotere en op vertier en vermaak gerichte campings die een dergelijke voorziening hebben.

## Kampwinkel op oorlogskampen
De benaming kampwinkel werd in de Tweede Wereldoorlog gebruikt in Kamp Vught. Ook Kamp Westerbork kende een kampwinkel. Hier kon worden betaald met zogenaamd kampgeld dat was verdiend in de werkplaatsen of op de boerderijen buiten het kamp.